# Polymorphus chasmagnathi
Polymorphus chasmagnathi är en hakmaskart som först beskrevs av Holcman-Spector, Mane-Garzon och Dei-Cas 1977.  Polymorphus chasmagnathi ingår i släktet Polymorphus och familjen Polymorphidae. Inga underarter finns listade i Catalogue of Life.